# Monts de la Moma
Les monts de la Moma (en russe Момский хребет, Momski khrebet) forment une chaîne de montagne du Nord-Est de la Sibérie, dans la république de Sakha culminant à 2 533 m d'altitude.
Cette chaîne, à cheval sur le cercle polaire, est limitrophe au nord de la dépression Iana-Indiguirka (qui constitue la moitié ouest de la dépression de Sibérie Orientale). À l’est elle s’étend au-delà de la vallée de la Kolyma jusqu’au plateau des Youkaguirs. Au sud et à l’ouest, cette chaîne de montagnes est ceinturée par les vallées de la Moma et de l’Indigirka ; au-delà de la Moma, elle se poursuit au sud par les monts Tcherski. 
Cette chaîne, longue de 470 km, se dresse entre les bassins hydrographiques de l’Indiguirka et de la Kolyma, qui toutes deux se déversent dans l’océan Arctique. La Badjaricha et l’Ochogina drainent le massif vers le nord. La chaîne est caractérisée par ses reliefs alpins, comportant des sillons profonds dus aux différents rivières et torrents, et est composée de grès et d'aleurolite.